# 凯鲁尔
凯鲁尔（Kerur），是印度卡纳塔克邦Bagalkot县的一个城镇。总人口17206（2001年）。

## 人口
该地2001年总人口17206人，其中男性8580人，女性8626人；0—6岁人口2386人，其中男1212人，女1174人；识字率58.17%，其中男性为68.72%，女性为47.67%。